# Logis du Plessis (Marigné-Peuton)
Le Logis du Plessis est un château français situé à Marigné-Peuton, dans le département de la Mayenne et la région des Pays de la Loire. Il est situé à 800 mètres à l'Ouest du bourg.

## Désignation
- Medietaria de Plesseiz, 1238 (Chartrier de l'Abbaye de la Roë).
- Le Plessis, 1443 (Chartrier de Magnanne).
- Le Plessis de Marigné, 1556 (Archives de Saint-Julien de Château-Gontier).
- Le Plessis, château (Hubert Jaillot).
- Le Plessis, château, avenue (Carte de Cassini).

## Histoire
La terre, qui semble primitivement avoir été peu importante, fieffée quand même et dans la mouvance de Marigné, finit par devenir le chef-lieu d'une châtellenie qui comprenait Marigné, Peuton et Laigné, et dont les aveux se rendaient à la couronne. Le fermier, Michel Delépine, sa femme et sa fille, soupçonnés d'alimenter les Chouans, sont traduites devant la Commission militaire révolutionnaire du département de la Mayenne, septembre 1794.
La seigneurie de paroisse de Marigné, unie de tous temps à celle du Plessis, château et domaine qui semblent même n'avoir été constitués qu'à une époque relativement moderne, mouvait de Château-Gontier. 
Le logis est inscrit au titre des monuments historiques par arrêté du 3 octobre 1988 et la grange médiévale est classée par arrêté du 5 juillet 1993.

## Description
Le manoir, qui ne dut pas être considérable, a quelques vestiges du XVe siècle et une tour découronnée. Auprès se voit un vaste bâtiment à double pignon, long de 20 mètres, large de 7 mètres 20, haut de 15 mètres. Les murs, soutenus par dix contreforts, n'ont pas moins d'un mètre d'épaisseur. Les six fenêtres à meneau, toutes du même côté, sont solidement garnies de grillages. La charpente, avec tirants et poinçons, affecte la forme ogivale. 
L'édifice a dû, dès l'origine, comprendre au moins un étage supérieur auquel on accède toujours par une porte gothique et par un escalier extérieur,.

## Seigneurs
Les seigneurs furent les mêmes que ceux de Marigné.

### Sources et bibliographie
- « Logis du Plessis (Marigné-Peuton) », dans Alphonse-Victor Angot et Ferdinand Gaugain, Dictionnaire historique, topographique et biographique de la Mayenne, Laval, A. Goupil, 1900-1910 [détail des éditions] (BNF 34106789, présentation en ligne)